# Maler Klecksel
Maler Klecksel ist die letzte Bildergeschichte des humoristischen Dichters und Zeichners Wilhelm Busch. Sie erschien im Juni 1884, fast genau ein Jahr nach der Veröffentlichung von Balduin Bählamm, der verhinderte Dichter. Ähnlich wie in Balduin Bählamm thematisiert Busch in dieser Bildergeschichte unter anderem künstlerisches Scheitern, was von einigen Buschbiografen als Selbstkommentar zu seinem Leben gewertet wird. Wilhelm Busch war zwar als Karikaturist und Reimer bekannt; seine Versuche, sich als ernsthafter Maler und Dichter zu etablieren, scheiterten jedoch. Sein Gedichtband Kritik des Herzens war auf keine Resonanz gestoßen; seine Gemälde entsprachen nicht seinem eigenen Anspruch, sodass er zeitlebens keine Ausstellung bestritt. 

## Inhalt
Ähnlich wie Balduin Bählamm weist das aus neun Kapiteln und einem „Schluß“ bestehende Werk Maler Klecksel eine lange Vorrede (das erste Kapitel) auf, die nach Ansicht des Busch-Biografen Joseph Kraus ein Bravourstück der komischen Lyrik ist.
[…]

Ich bin daher statt des Gewinsels

Mehr für die stille Welt des Pinsels;

Und, was auch einer sagen mag,

Genußreich ist der Nachmittag,

Den ich inmitten schöner Dinge

Im lieben Kunstverein verbringe;

Natürlich meistensteils mit Damen.

Hier ist das Reich der goldnen Rahmen,

Hier herrschen Schönheit und Geschmack,

Hier riecht es angenehm nach Lack:

Hier gibt die Wand sich keine Blöße,

Denn Prachtgemälde jeder Größe

Bekleiden sie und warten ruhig,

Bis man sie würdigt, und das tu ich.
Maler Klecksel kritisiert vor allem den bürgerlichen Kunstkenner, dessen Schlüssel zur Kunst vor allem der Preis des Werkes ist.
Mit scharfen Blick nach Kennerweise

Seh ich zunächst mal nach dem Preise,

Und bei genauerer Betrachtung

Steigt mit dem Preise auch die Achtung.

Ich blicke durch die hohle Hand,

Ich blinzle, nicke: „Ah, scharmant!“

Das Kolorit, die Pinselführung,

Die Farbentöne, die Gruppierung,

Dies Lüster, diese Harmonie,

Ein Meisterwerk der Phantasie.
Die Vorrede endet mit dem Hinweis, dass sich mit Malerei vielleicht auch Geld verdienen lasse. Auch der junge Kuno Klecksel wird nicht von einem künstlerischen Standpunkt, sondern auf Basis seiner Kunstfertigkeiten beschrieben. Keiner kann so wie er den Bleistift spitzen, wenige nur wie er mit dem Gummi wischen. Busch ironisiert in dieser Bildergeschichte auch seine Erfahrungen an den Kunstakademien in Düsseldorf, Antwerpen und München.
Nach vielen Mühen findet Klecksel eine reiche Gönnerin, das Fräulein von der Ach, nachdem er sie aus einer prekären Situation gerettet hat, doch am Ende verliert er ihre Gunst wieder, nachdem sie ihn mit seiner eigentlichen Geliebten ertappt. Anders als in anderen Geschichten Buschs findet Klecksel kein tragisches Ende; vielmehr wechselt er den Beruf und wird Schankwirt in seiner alten Stammkneipe, ganz ähnlich dem Dichter Balduin Bählamm, der nach dem Scheitern seiner dichterischen Bemühungen zu seinem bürgerlichen Beruf zurückkehrt.

## Ausgaben
- Wilhelm Busch: Maler Klecksel. In: Rolf Hochhuth (Hrsg.): Wilhelm Busch, Sämtliche Werke und eine Auswahl der Skizzen und Gemälde in zwei Bänden. Band 2: Was beliebt ist auch erlaubt. Bertelsmann, Gütersloh 1959, S. 616–673.

## Belege

### Einzelbelege
1. ↑   siehe beispielsweise Diers, S. 147
2. ↑   Kraus, S. 101